# National Freeway 5 (Taiwan)
De National Freeway 5 (Chinees: 國道5號) of Chiang Wei-shui Memorial Freeway is een autosnelweg in Taiwan. De snelweg is 54,3 kilometer lang en verbindt de National Freeway 3 met Su-ao. De autosnelweg werd geopend in 2006.
National Freeway 1 ·
National Freeway 2 ·
National Freeway 3 ·
National Freeway 3A ·
National Freeway 4 ·
National Freeway 5 ·
National Freeway 6 ·
National Freeway 7 ·
National Freeway 8 ·
National Freeway 10